# Camille Hardouin
Camille Hardouin, connue également sous le nom de scène Demoiselle inconnue, est une musicienne et illustratrice française.

## Biographie
Camille Hardouin, résidant à Paris, est originaire du Touquet-Paris-Plage, une commune du Pas-de-Calais.
Depuis son enfance, elle se passionne pour la lecture. Elle souhaite partager de l'émotion et toucher les gens à travers ses dessins et ses chansons. Elle commence par la poésie puis s'intéresse à la guitare, « J’ai toujours beaucoup lu. Parce que je dormais peu. Les mondes que mes lectures pouvaient faire surgir me fascinaient. J’ai très tôt voulu écrire des histoires. » dit-elle.
Au cœur de sa création, l'écriture demeure essentielle grâce aux carnets qu'elle remplit régulièrement. Elle fait progressivement évoluer la mélodie de ses chansons, souvent axées sur l'amour, se faisant d'abord remarquer sous le pseudonyme de La Demoiselle Inconnue à travers une série de concerts et de tremplins, dont le Grand Zebrock.
En 2017, elle sort son premier album intitulé 1000 bouches, cette fois sous son vrai nom. Le style est un mélange de chanson poétique et folk tellurique. Son disque est illustré par Maya Mihindou.
Le 30 mars 2017, elle est invitée à chanter par Fadarelles, de la ville de Langogne, dans le cadre du Festiv'Allier. Quand elle est sur scène, elle passe du français à l'anglais, pied nus avec sa guitare acoustique devant le public.
En 2019, elle participe à la saison 8 de « The Voice » sur TF1. Avant de se présenter devant les coachs, elle dessine son début d'aventure dans celle-ci et le partage aux téléspectateurs. Pour son audition à l'aveugle, elle reprend Ne me quitte pas de Jacques Brel en acoustique, avec sa guitare. Pour son épreuve des KO, Camille Hardouin interprète I Put A Spell On You de Screamin' Jay Hawkins. Elle n'est cependant pas sélectionnée pour les Battles car Julien Clerc n'a pas validé son talent.

## Prix
- 2014 : prix de Montauban[8]